# Paard-en-wagen

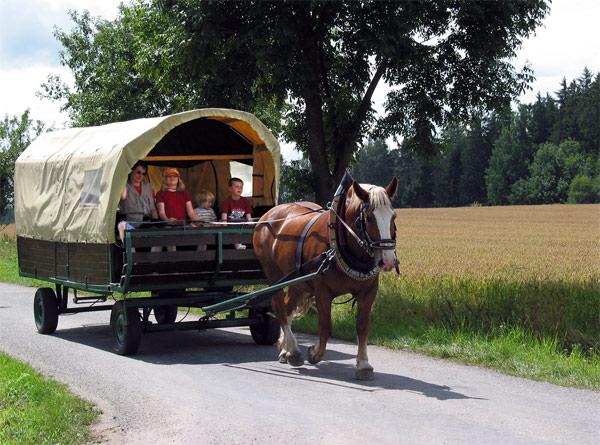
Trekpaard voor een huifwagen

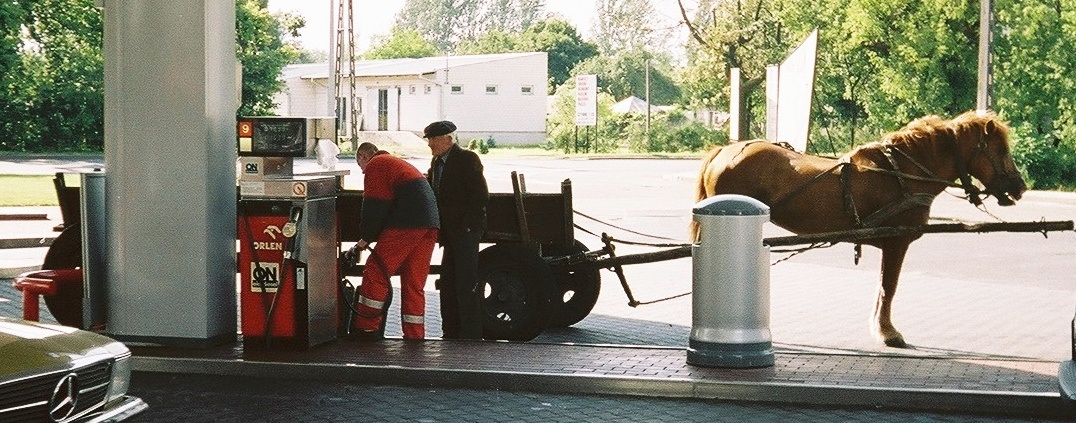
Paard en wagen in Polen

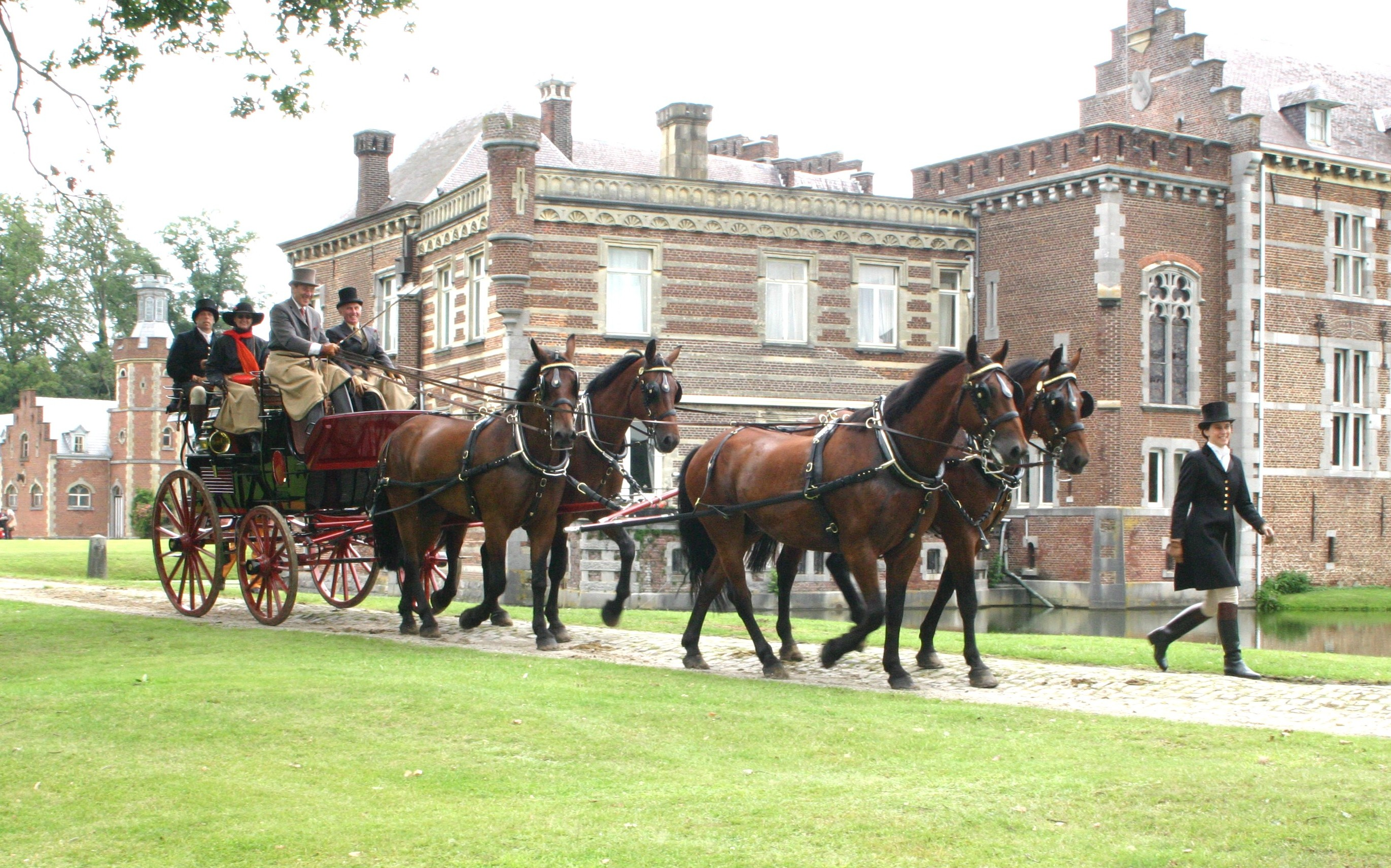
Vierspan voor postkoets

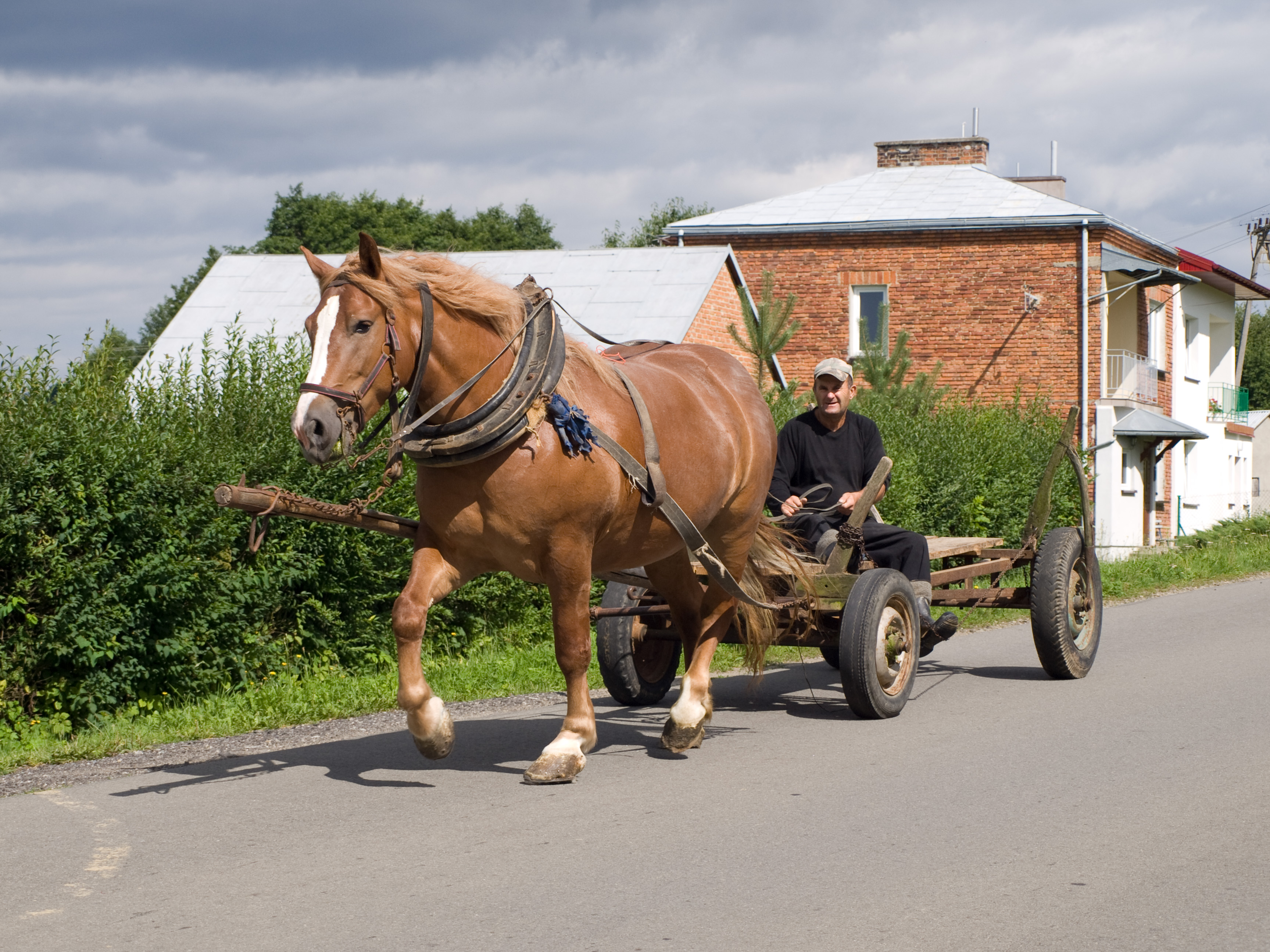
Enkelspan met haamtuig, Polen

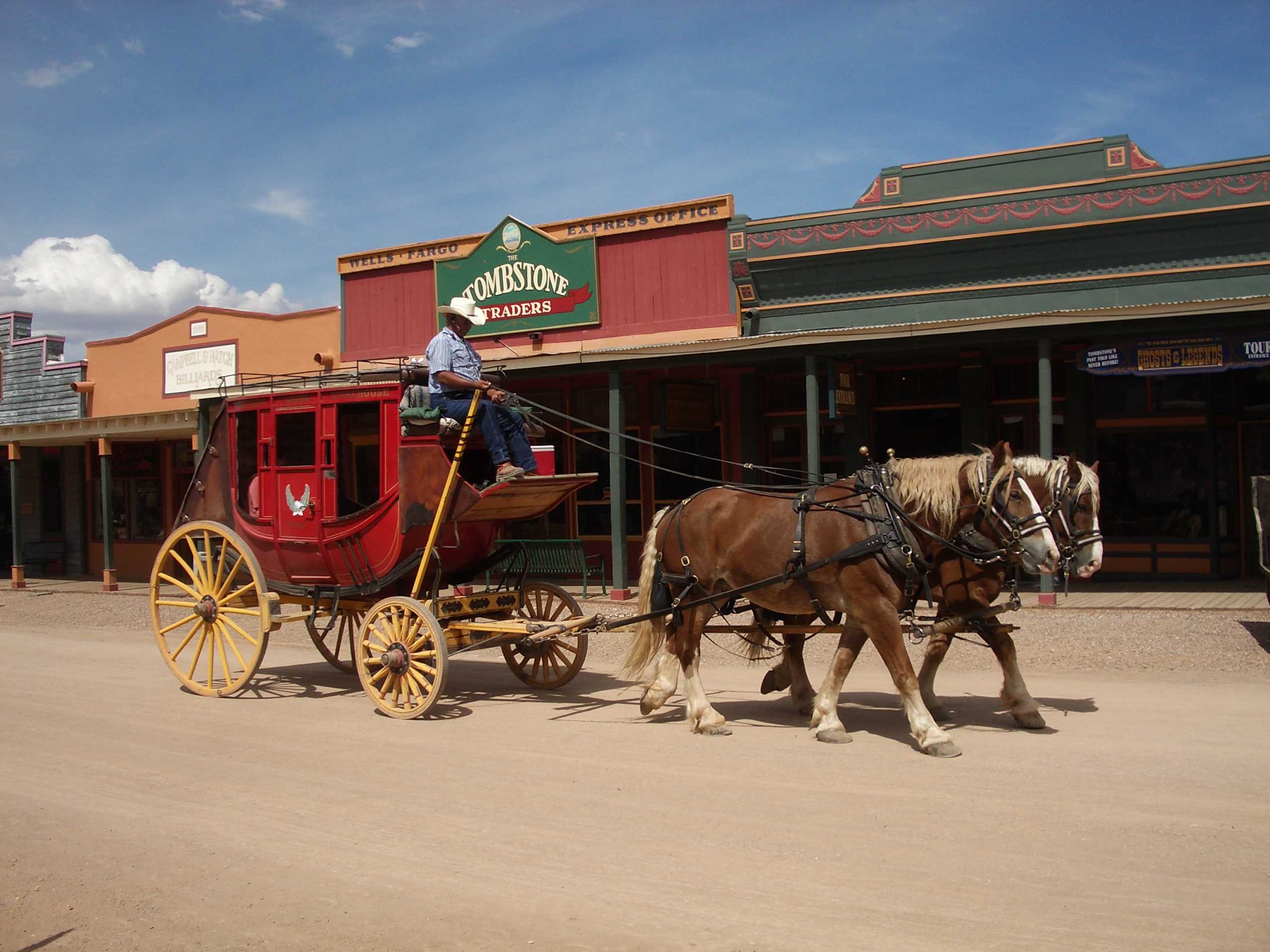
Tweespan western stijl

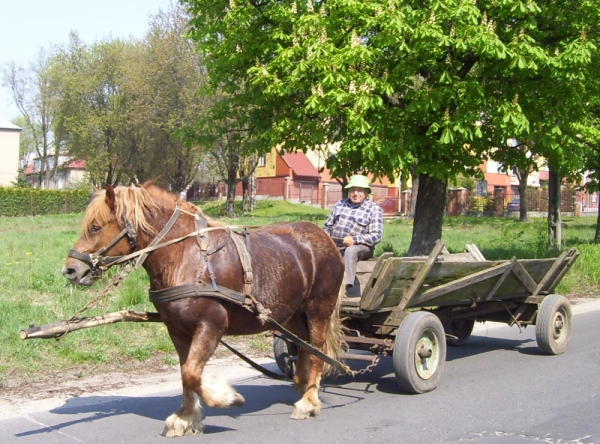
Enkelspan met borsttuig, Polen

De term paard-en-wagen stamt uit de tijd waarin naast een stijgend aantal gemotoriseerde voertuigen ook nog veel met trekdieren aangespannen wagens en karren gebruikt werden in het verkeer.

## Geschiedenis
Er waren verschillende beroepsgroepen die nog lange tijd (ongeveer tot 1970) met paard-en-wagen de straat op gingen. Naast boeren, die hun aangespannen boerenwagens bijvoorbeeld gebruikten om hun oogst naar de boerderij te halen, waren er melkboeren, groenteboeren en bakkers, die een eigen paard hadden en met een speciaal voor hun handel ingerichte wagen langs de deuren gingen om hun waren te bezorgen. Wagens waren in die jaren meestal voorzien van luchtbanden, een achteruitkijkspiegel en een rem.
Tegenwoordig ziet men steeds minder beroepsmatig gebruikte aanspanningen in het verkeer. Af en toe ziet men in een grote stad een koets met toeristen rondrijden. Op het platteland ziet men af en toe eens een huifkar, janplezier of koets voorbijkomen. Het rijden met paard-en-wagen kan gedaan worden als (beroepsmatig) beoefenaar van de mensport of als liefhebber van mennen en authentiek gerij.

## Verkeerswetgeving
In de Nederlandse verkeerswetgeving is de voerman of koetsier een bestuurder van een bespannen wagen.

## Verschillende manieren van aanspannen
Een voertuig kan eenspannig of meerspanning aangespannen zijn. De hoofdstellen van tuigpaarden zijn meestal voorzien van oogkleppen, waardoor de paarden minder schrik hebben voor achteropkomend verkeer en beter vooruit kijken.

### Enkelspan
Bij het rijden met een enkelspan loopt het paard tussen het inspan of lamoen dat bestaat uit twee naar voren stekende balken. De wagen of koets is voorzien van een evenaar (zwengel), waaraan de strengen bevestigd zijn. Het deel van het tuig waar een paard mee trekt kan een gareel of haam zijn met hout, maar ook een borstblad geheel van leer. In Oost Europa komen nog aanspanningswijzen voor waarbij een enkel paard naast een dissel loopt.

### Tweespan
Bij gebruik van twee paarden lopen de paarden meestal aan weerszijden van de dissel. De vier leidsels van de paarden kruisen elkaar vooraan en komen in het midden paarsgewijs samen.
In een tweespan is het linkerpaard dat recht voor de voerman loopt, het bijdehandse paard. Het andere is het vandehandse paard. Het paard dat bijdehand is, is het meest ervaren paard. Jonge en onervaren paarden worden rechts ingespannen, in de hoop dat ze het een en ander opsteken. Het is niet uitgesloten dat bijdehand in de betekenis van slim hiervan afgeleid is.

### Vierspan
Bij mennen van paarden in een vierspan lopen de paarden twee-aan-twee voor elkaar en heeft de koetsier in de basishouding vier leidsels in zijn linkerhand.

### Overige
Overige aanspanningen zijn bijvoorbeeld zes- en achtspan. Minder gebruikelijke manieren om paarden in te spannen zijn tandem, trojka en quadriga.